# Andreï Melnitchenko
Andreï Melnitchenko (en russe : Андрей Игоревич Мельниченко, en biélorusse : Андрэй Мельнічэнка), né le 8 mars 1972 à Gomel, en Biélorussie, est un homme d'affaires et milliardaire russe.
Avec une fortune personnelle estimée à 26 milliards de dollars en mai 2022, il est classé 95e dans la liste des milliardaires du monde de Forbes (7e en Russie).
Dans la liste russe Forbes publiée en avril 2023, Andreï Melnitchenko a été classé comme l'homme le plus riche de Russie avec une valeur à 25,2 milliards de dollars, soit plus du double de son estimation de l'année dernière.

## Carrière
Andreï Melnitchenko est diplômé de l'internat d'éducation spécialisée et centre de recherche sous l'égide de l'université d'État Lomonossov de Moscou, anciennement connu sous le nom de « Pensionnat de l'école Kolmogorov de physique et mathématiques no 18 ». Après son diplôme, Andreï Melnitchenko est admis à la Faculté de physique de l'université d'État de Moscou, puis change d'orientation pour suivre les cours de l’Académie Plekhanov d'Économie dont il sort diplômé en 1997.
Il s'est lancé dans les affaires durant ses études en ouvrant, avec des partenaires, un bureau de change à l'intérieur de son université. Après avoir gagné ses premiers 50 000 dollars, la petite société a reçu le statut de banque. En 1993, Andreï Melnitchenko avait co-fondé la Banque MDM, une banque d'affaires qui a grandi jusqu'à devenir l'une des plus grandes banques privées de Russie.
Andreï Melnitchenko s'est alors recyclé dans l'industrie et a fondé le MDM Group en 2001 pour investir dans le charbon, dans la production des pipelines et dans les engrais. Il a ainsi participé au rachat de plus de 50 sociétés. De 2004 à 2007, il vend progressivement toutes ses actions de la banque pour se consacrer au développement d'actifs miniers et industriels. 
Andreï Melnitchenko est devenu l'actionnaire majoritaire d'Eurochem, la Compagnie chimique et minérale, qu'il a transformé en plus gros producteur d'engrais de Russie, et de SUEK (la Compagnie d'énergie du charbon sibérien), qu'il a transformé en plus gros producteur de charbon dans le monde.
Andreï Melnitchenko est actuellement l'actionnaire principal de SUEK et l'unique actionnaire d'Eurochem.
Depuis 2007, Andreï Melnitchenko fait partie du Bureau du Conseil directeur de l'Union russe des industriels et entrepreneurs (RSPP).

## Fortune
En 2021, il se classe 95e dans la liste des milliardaires du monde de Forbes (7e en Russie).
Les actifs de Andreï Melnitchenko comprennent :
- EuroChem: un des premiers producteurs mondiaux d'engrais minéraux et le plus grand de Russie. Andreï Melnitchenko détient 100 % des actions de la société[6].
- Siberian Coal Energy Company (SUEK) : une des principales entreprises productrices de charbon dans le monde et la plus grande de Russie. Andreï Melnitchenko détient 92,2 % des actions de la société[7].

## Vie privée
L'épouse d'Andreï Melnitchenko, Aleksandra Melnitchenko (née Nikolić) est une ancienne mannequin serbe et chanteuse pop. Ils se sont mariés dans le sud de la France en septembre 2005. Whitney Houston, Julio Iglesias et Christina Aguilera ont chanté quelques titres à cette occasion.
Andreï Melnitchenko est propriétaire du yacht à moteur A, un yacht de 119 mètres conçu par Philippe Starck et Martin Francis et lancé à l'été 2008 après quatre ans de travaux par les chantiers navals Blohm + Voss près de Hambourg, en Allemagne et d'une valeur de 300 millions de dollars. 
Il possède également depuis le 3 février 2017 le voilier Sailing Yacht A qui est le plus grand trois-mâts privé jamais construit, lui aussi imaginé par Philippe Starck. Ce vaisseau mesure 143 mètres de long pour un poids de 12 700 tonnes. Ses mâts sont en carbone et le plus haut atteint 100 mètres au-dessus de la ligne de flottaison, plus haut que Big Ben de Londres ou deux fois plus grand que la statue de la Liberté de New York. Le projet a été mené pendant des années dans le plus grand secret,.
Selon la police italienne, Andreï Melnitchenko possède ce yacht A par l'intermédiaire d'une société écran basée aux Bermudes.
Il réside officiellement en Suisse où il possède un chalet à Saint-Moritz.

## Sanctions
Andreï Melnitchenko a été inscrit en mars 2022 sur la liste des oligarques à sanctionner par l'Union européenne et fait l'objet d'un gel des avoirs et d'une interdiction de visa.
Ces sanctions ont conduit le groupe EuroChem, qu'il possède, à retirer une offre de rachat pour la division engrais du chimiste autrichien Borealis, qui détient trois usines en France.
Le superyacht SA A a été saisi le 12 mars 2022 dans le port de Trieste dans le cadre des sanctions faisant suite à l'invasion de l'Ukraine par la Russie en 2022.
Andreï Melnitchenko contourne les sanctions économiques et le gel de ses avoirs en Suisse en faisant don de son entreprise EuroChem à son épouse serbe Aleksandra et en se retirant du trust chypriote qui en détient 90% des actions. Cette manœuvre est validée par le Secrétariat d'État suisse à l'économie (SECO) le 30 mars 2022.